# G-BDXJ
G-BDXJ is een vliegtuig van het type Boeing 747-236B aangeschaft door British Airways in 1980. Sinds 2005 wordt het gebruikt in verschillende films, televisieprogramma's en televisieseries.

## Geschiedenis
De G-BDXJ is de 440e Boeing 747 en maakte de eerste vlucht op 26 maart 1980. British Airways, dat het toestel nieuw kocht en gebruikte gedurende 22 jaar. Het toestel had de naam "City of Birmingham". In maart 2002 werd het verkocht aan European Aviation Air Charter, waar het toestel werd gebruikt voor chartervluchten. In 2004 werd het vliegtuig verkocht aan Air Atlanta Europe. Op 25 maart 2006 maakte het vliegtuig zijn laatste normale vlucht van London Gatwick Airport naar Dunsfold Aerodrome in Surrey. Het vliegtuig was verkocht aan Aces High Limited.

## Film en televisie
Het vliegtuig wordt gebruikt in de James Bond-film Casino Royale. Het vliegtuigregistratienummer werd veranderd in N88892, een fictief registratienummer.
Het was ook te zien in de film Skyfleet S570.
De G-BDXJ was ook te zien in Volkswagenreclame waarin het vliegtuig wordt getrokken door een Volkswagen Touareg. Dit was ook te zien in het televisieprogramma Fifth Gear, waarin Tom Ford de Volkswagen rijdt.
Doordat het televisieprogramma Top Gear op dezelfde vliegbasis gefilmd wordt, is het vliegtuig vaak in de achtergrond te zien. In een aflevering wordt het toestel getrokken door een tractor van JCB Fastrac.